# Geoffroy I. z Lovaně
Geoffroy I. z Lovaně (francouzsky Godefroid le Barbu, le Courageux nebo le Grand, 1060? - 25. ledna 1139) byl lovaňský a bruselský hrabě, brabantský lantkrabě a dolnolotrinský vévoda.

## Rodina a děti
Oženil se s Idou z Chiny (1078–1117), dcerou hraběte Oty II. z Chiny (cca 1065 – po 1131) a Adelaidy z Namuru. Měli několik dětí:
- Adeliza Lovaňská (1103 – 23. dubna 1151, opatství Affligem) ∞ král Jindřich I. Anglický a později Vilém d'Aubigny, 1. hrabě z Arundelu (1109 – před 1151)
- Geoffroy II. Lovaňský (1107 – 13. června 1142), dolnolotrinský vévoda, brabantský lantkrabě, bruselský a lovaňský hrabě ∞ Luitgarda Sulzbašská († asi 1163), dcera Berengera I. Sulzbašského
- Clarissa († 1140)
- Jindřich († 1141, opatství Affligem), mnich
- Ida († 1162) ∞ hrabě Arnold I. Klévský († 1147)

Později se oženil s Klementinou Burgundskou (cca 1078 – cca 1133), dcerou hraběte Viléma I. Burgundského a vdovou po hraběti Robertu II. Flanderském. Neměli žádné děti.
S neznámou milenkou měl jednoho syna:
- Joscelin Lovaňský ∞ Agnes De Percy a měl potomky